# Fernana (delegación)
Fernana es una delegación de la gobernación de Jendouba en Túnez. En abril de 2014 tenía una población censada de 47 690 habitantes.
Se encuentra ubicada al noroeste del país, al noroeste de la capital del país, Túnez, y cerca del río Meyerda, de la frontera con Argelia y de la costa del mar Mediterráneo.